# 金钩花
金钩花（学名：Pseuduvaria indochinensis）为番荔枝科金钩花属的植物。分布在越南以及中国大陆的云南等地，生长于海拔500米至1,200米的地区，多生在山地密林中、山谷及沟旁潮湿疏林中，目前尚未由人工引种栽培。
其种加词“indochinensis”意为“印度支那的”。